# 류 (프로게이머)
류(본명: 류상욱, 1994년 1월 28일~)는 대한민국의 전직 리그 오브 레전드 프로게이머이다. 프로게임단 지도자로도 활동했다. 아이디는 Ryu이며 포지션은 미드라이너였다. 현재 리브 샌드박스의 감독이다.

## 선수 생활
2011년 10월, 스타테일에 입단하면서 프로 커리어를 시작했다. 스타테일의 주전 정글러로 활동했다.
2012년 10월, KT 롤스터 불릿츠에 합류했다. KT 입단 이후 미드라이너로 포지션을 변경했다. 2013 서머 시즌 좋은 모습을 보여주면서 팀의 준우승에 기여했다. 2013년 실내 무도 아시안 게임에 참가했으며 금메달을 수상했다. 2014 스프링 NLB 종료 이후 정글러로 포지션을 다시 변경했다. 하지만 서머 시즌 매우 부진하며 챔피언스에서 광탈했다.
2014년 10월, 밀레니엄에 입단했다. 입단 후 포지션을 다시 미드라이너로 변경했다. 하지만 좋지 못한 모습을 보여주면서 팀의 2부리그 행을 이끌게 되었다.
2015시즌을 앞두고 H2k 게이밍에 입단했다. 스프링 시즌 초반 불안한 모습을 보여주었지만 점차 나아지는 모습을 보여주었으며 팀의 포스트시즌 진출에 기여했다. 서머 시즌에서도 활약상을 이어나갔으며 팀의 포스트시즌 진출에 기여했다. 리그 오브 레전드 월드 챔피언십 2015에는 로스터에 포함되면서 참가했다.
2016 스프링 시즌에서는 시즌 초중반 비자 문제로 출전하지 못했다. 시즌 후반부에 복귀를 하였으며 좋은 활약을 보여주었다. 서머 시즌에는 지속적인 부진에 시달렸으나 시즌 막판 부활하는데 성공했다. 리그 오브 레전드 월드 챔피언십 2016에 참가했다. 롤드컵에서 주전으로 활동했으며 팀의 4강 진출에 기여했다.
2017시즌을 앞두고 피닉스1에 입단했다. 스프링 시즌 좋은 모습을 보여주었다. 서머 시즌에서는 부진한 모습을 보여주었으며 시즌 중반 휴식을 선언했다.
2018시즌을 앞두고 100 씨브즈에 입단했다. 2018 스프링 시즌에서는 팀 내 에이스로 활약했다. 서머 시즌에서도 좋은 모습을 이어나갔다. 하지만 리프트 라이벌즈에서는 부진한 모습을 보여주었다.
2019년 5월, 100 씨브즈의 아카데미 팀에 합류하면서 현역으로 복귀했다. 2019시즌 종료 후 팀에서 퇴단했다.

## 지도자 경력
2019시즌을 앞두고 100 씨브즈의 코치로 부임했다. 2019년 5월에 아카데미팀 코치로 자리를 바꾸었으며 2019시즌 종료때까지 활동했다.
2022년 7월, 리브 샌드박스의 2군팀 코치로 부임했다. 2022년 시즌 종료 후 팀의 1군 감독으로 승격되었다.

## 소속팀

### 선수
| # | 팀명             | 소속 기간             | 소속 리그 | 비고 |
| - | ---------------- | --------------------- | --------- | ---- |
| 1 | 스타테일         | 2011.10.21~2012.08.27 | LCK       |      |
| 2 | KT 롤스터 불리츠 | 2012.10.10~2014.08.01 | LCK       |      |
| 3 | 밀레니엄         | 2014.10.24~2014.12.14 | LEC       |      |
| 4 | H2k 게이밍       | 2015.01.10~2016.12.02 | LEC       |      |
| 5 | 피닉스1          | 2016.12.08~2017.11.21 | LCS       |      |
| 6 | 100 씨브즈       | 2017.11.23~2019.11.19 | LCS       |      |
| 7 | 100 씨브즈       | 2019.05.17~2019.11.19 | LCS       |      |

### 지도자
| # | 팀명          | 직책            | 소속 기간             | 소속 리그 | 비고 |
| - | ------------- | --------------- | --------------------- | --------- | ---- |
| 1 | 100 씨브즈    | 코치            | 2018.11.22~2019.05.17 | LCS       |      |
| 2 | 100 씨브즈    | 아카데미팀 코치 | 2019.5.17~2019.11.19  | LCS       |      |
| 3 | 리브 샌드박스 | 2군 코치        | 2022.7.11~2022.10.17  | LCK       |      |
| 4 | 리브 샌드박스 | 감독            | 2022.10.17~           | LCK       |      |

## 수상 내역
- 2013년 실내 무도 아시안 게임 금메달
- MLG 윈터 시즌 챔피언십 2013 우승
- IEM 시즌 8 월드 챔피언십 우승
- 핫식스 리그 오브 레전드 챔피언스 서머 2014 준우승
- 리그 오브 레전드 챔피언십 시리즈 스프링 2018 준우승